# Othello (film, 1979)
Pour les articles homonymes, voir Othello.
Pour plus de détails, voir Fiche technique et Distribution.
Othello est un film américain réalisé par Joseph Papp, sorti directement en vidéo en 1979.

## Fiche technique
- Titre original : Othello
- Pays d'origine :  États-Unis
- Année : 1979
- Réalisation : Joseph Papp
- Histoire : William Shakespeare, d'après sa pièce éponyme
- Production : New York Shakespeare Festival
- Langue : anglais
- Format : Couleur – Mono
- Genre : Drame
- Durée :
- Dates de sortie :

## Distribution
- Raul Julia : Othello
- Richard Dreyfuss : Iago
- Frances Conroy : Desdémone